# Жукаев, Бейбит
Бейбит Жукаев (род. 12 октября 2000) — казахстанский теннисист. Победитель двух турниров ATP Challenger (1 — в одиночном разряде); и двух турниров ITF в парном разряде.

## Биография
Родился 12 октября 2000 года в Актау, в Казахстане.

## Спортивная карьера
В 2023 году стал победителем одного турнира ATP серии «челленджер» в одиночном разряде.
И в 2021—2025 годах стал победителем ещё одного турнира ATP серии «челленджер» и двух турниров ITF серии «фьючерс» в парном разряде.
В октябре 2024 года дошёл до четвертьфинала турнира в Алма-Ате (Казахстан), где проиграл россиянину Карену Хачанову со счётом 2-6, 4-6, — а Хачанов в итоге стал победителем данного турнира.
В начале июля 2025 года стал победителем квалификации Уимблдонского турнира, в финальном раунде победив француза Луку Павловича со счётом 3-6, 6-3, 6-2, 7-6, и впервые вышел в основную сетку на этом турнире Большого шлема. Где он в первом круге проиграл опытному итальянцу Флавио Коболли со счётом 3-6, 6-7(7), 1-6.